# Brett Rogers
Brett Rogers (ur. 17 lutego 1981 w Chicago) – amerykański  zawodnik mieszanych sztuk walki (MMA) występujący w wadze ciężkiej. Od 2009 roku związany z organizacją Strikeforce.

## Kariera MMA
Od profesjonalnego debiutu w maju 2006 roku do listopada 2009 roku był niepokonany w 10 kolejnych walkach. Pokonał wszystkich rywali przed czasem, w tym byłego mistrza UFC, Białorusina Andreja Arłouskiego. 7 listopada 2009 roku Rogers, klasyfikowany ówcześnie przez fachowy portal sherdog.com na 6. miejscu na świecie w wadze ciężkiej, zmierzył się na gali Strikeforce: Fedor vs. Rogers w walce wieczoru z numerem jeden, Rosjaninem Fiodorem Jemieljanienko. Przegrał przez TKO w drugiej rundzie, doznając pierwszej porażki w zawodowej karierze.
15 maja 2010 roku Rogers otrzymał szansę walki o mistrzostwo Strikeforce w wadze ciężkiej z dzierżącym tytuł Alistairem Overeemem. Holender pokonał go przez TKO w pierwszej rundzie.